# Тебениха
Тебениха — деревня в Погорельском сельском округе Глебовского сельского поселения Рыбинского района Ярославской области.
Деревня расположена в северной части Глебовского сельского поселения, на небольшом расстоянии с запада от автомобильной дороги из центра сельского поселения Глебово на Ларионово, между деревнями Малое Сёмино, расположенной на расстоянии около 700 м в сторону Ларионово, и расположенном на таком же расстоянии в сторону Глебово посёлком, центром сельского округа Погорелка. Основная улица деревни ориентирована перпендикулярно автомобильной дороге, улица переходит в дорогу к расположенной примерно в 1 км западнее деревне Петрицево.
Деревня Тебенина указана на плане Генерального межевания Рыбинского уезда 1792 года.
На 1 января 2007 года в деревне числилось 13 постоянных жителей. Почтовое отделение в селе Погорелка обслуживает в деревне Тебениха 22 дома, названий улиц нет.